# Invictus Games

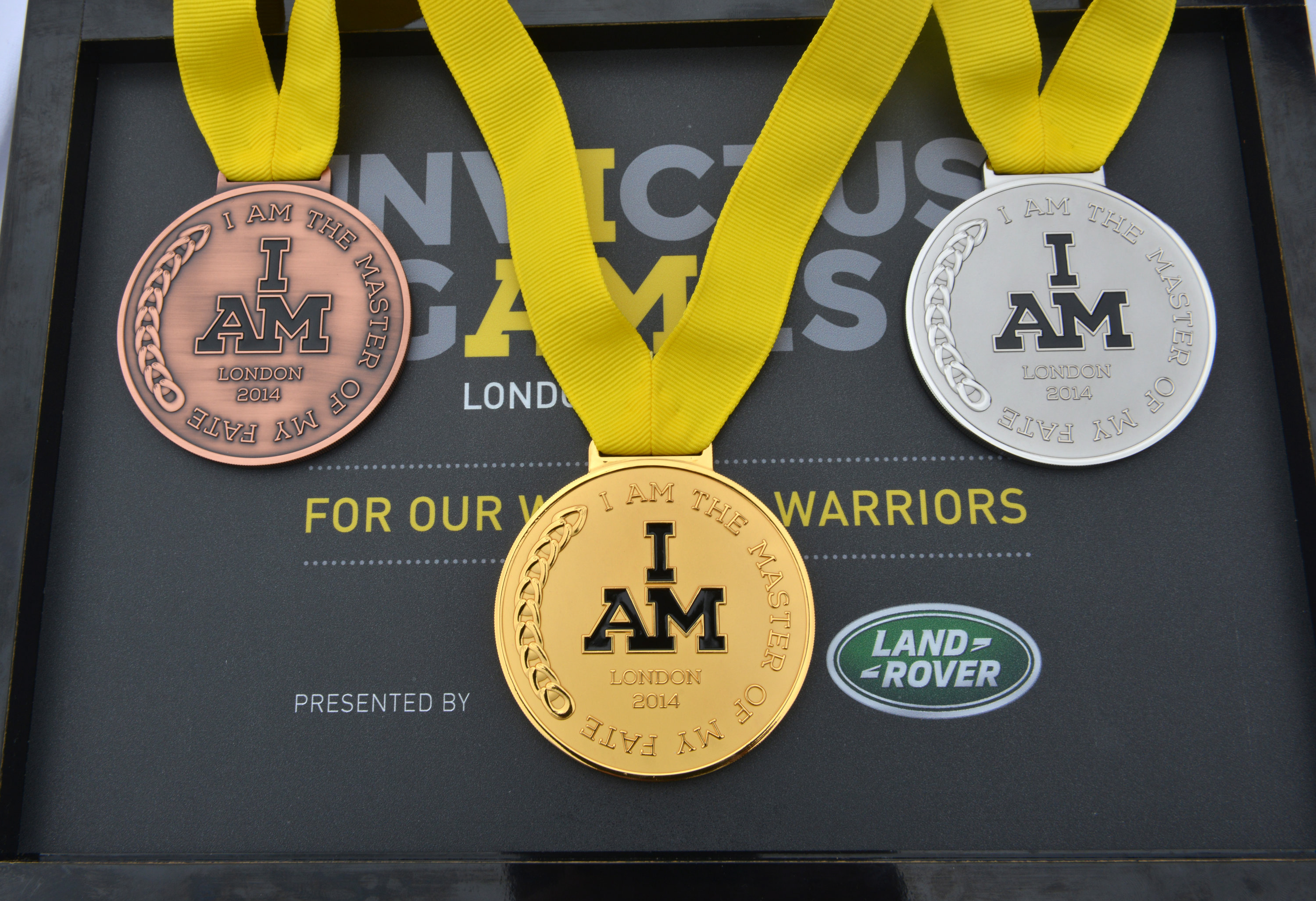
Медали Лондонских игр 2014 года

Invictus Games (с англ. — «Игры непобедимых») — международные мультидисциплинарные соревнования бывших и действующих военнослужащих, раненых или ставших инвалидами на службе. Аналогичные параолимпийским играм, эти состязания проводятся в разных странах с 2014 года по инициативе британского принца Гарри (ныне носящего титул герцога Сассекского).
Название игр восходит к наиболее известному стихотворению английского поэта Уильяма Эрнста Хенли — Invictus (с лат. — «непобедимый»), которое активно используется для популяризации соревнований. Так перед первыми играми в Лондоне в 2014 году был опубликован рекламный видеоклип, в котором знаменитые британские спортсмены и кинозвёзды, включая Луиса Смита и Дэниела Крейга, читают стихотворение Invictus;
Соревнования включают в себя греблю на тренажёрах, баскетбол на колясках и волейбол сидя.

## История
В 2013 году принц Гарри, служивший тогда в британской армии пилотом вертолёта в звании капитана, был удостоен чести открывать американские состязания для военных-инвалидов Игры воинов. Идея подобных соревнований вдохновила его на создание международного аналога — Invictus Games. При поддержке Бориса Джонсона, бывшего тогда мэром Лондона, лондонского организационного комитета Олимпийских и Паралимпийских игр и министерства обороны Великобритании игры были организованы всего за 10 месяцев. Финансирование в размере 1 000 000 фунтов стерлингов было предоставлено «Королевским фондом» (англ. Royal Foundation), благотворительной организацией, созданной принцем совместно с герцогиней и герцогом Кембриджскими. Такую же сумму предоставило казначейство Её величества из средств, полученных от наложения штрафов на банки-участники cкандала вокруг LIBOR. По заявлению принца Гарри Invictus Game будут проводиться для того, чтобы воины-инвалиды не были забыты в долгосрочной перспективе, после выхода Великобритании из войны в Афганистане.
Первые соревнования прошли в 2014 году в построенном за два года до этого лондонском Олимпийском парке (Queen Elizabeth Olympic Park).
Вторые игры прошли в 2016 году в американской Флориде близ города Орландо в спортивном центре ESPN Wide World of Sports Complex диснеевского комплекса Диснейуорлд.
Третьи игры прошли в 2017 году в городе Торонто, столице канадской провинции Онтарио.
Четвёртые игры прошли в 2018 году в Австралии, в Сиднее.
Игры 2020 года планировалось провести в Гааге (Нидерланды), однако из-за пандемии COVID-19 они были перенесены на 2022 год.
На 2023 год запланированы игры в Дюссельдорфе (Германия).
Они получили поддержку королевы Великобритании и двух президентов США.

### 2022
В 2022 году игры проходили в Нидерландах. Выступая на открытии игр, принц Гарри выразил солидарность с  Украиной и, обращаясь к членам украинской команды, сказал: 

Вы знаете, что мы на вашей стороне. Вас поддерживает весь мир и вы заслуживаете большей помощи. 
Оригинальный текст (англ.)You know we stand with you. The world is united with you and still you deserve more.

### 2023

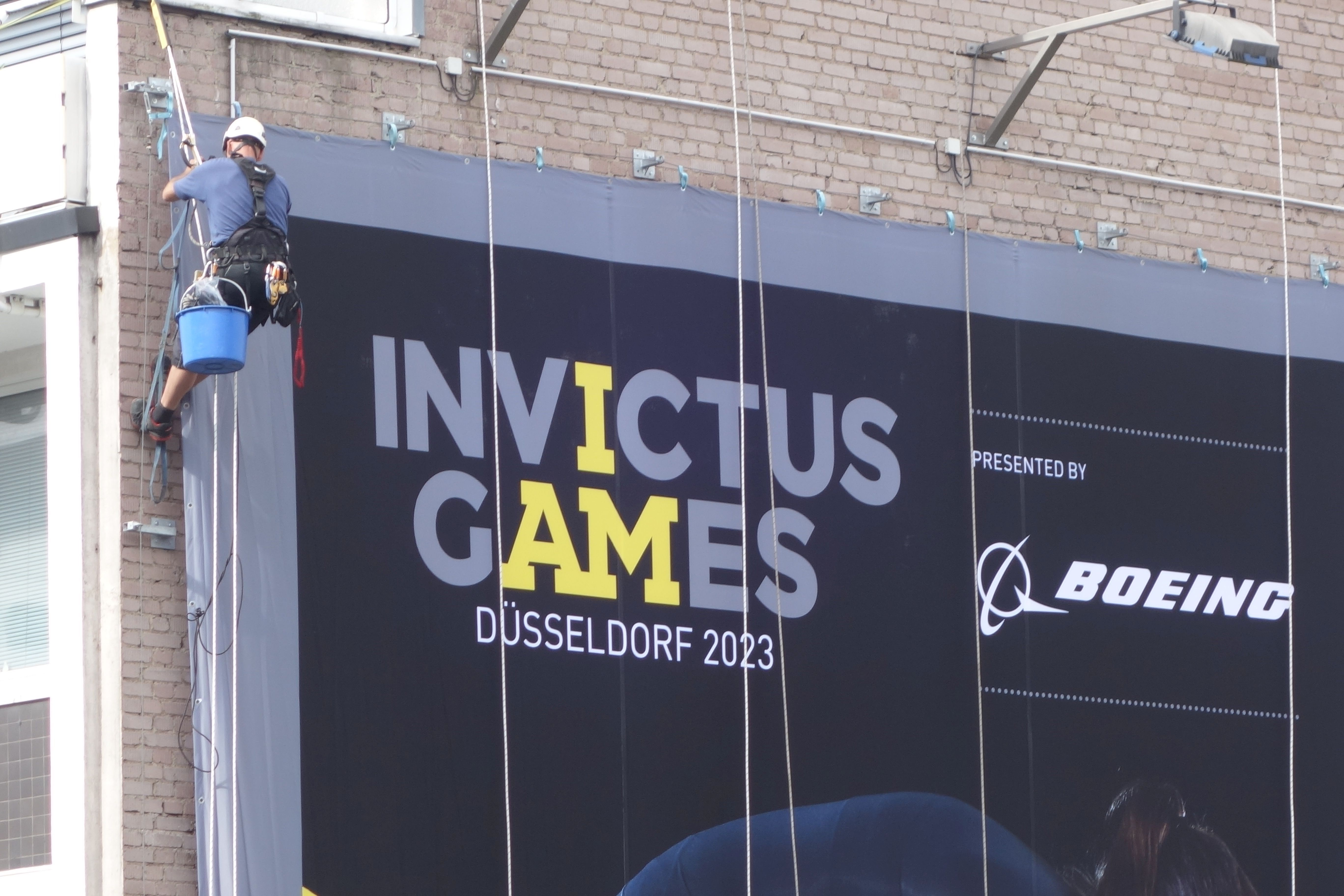
Установка большого плаката, выполненного промышленным альпинистом, для Игр Invictus в Дюссельдорфе 2023 года

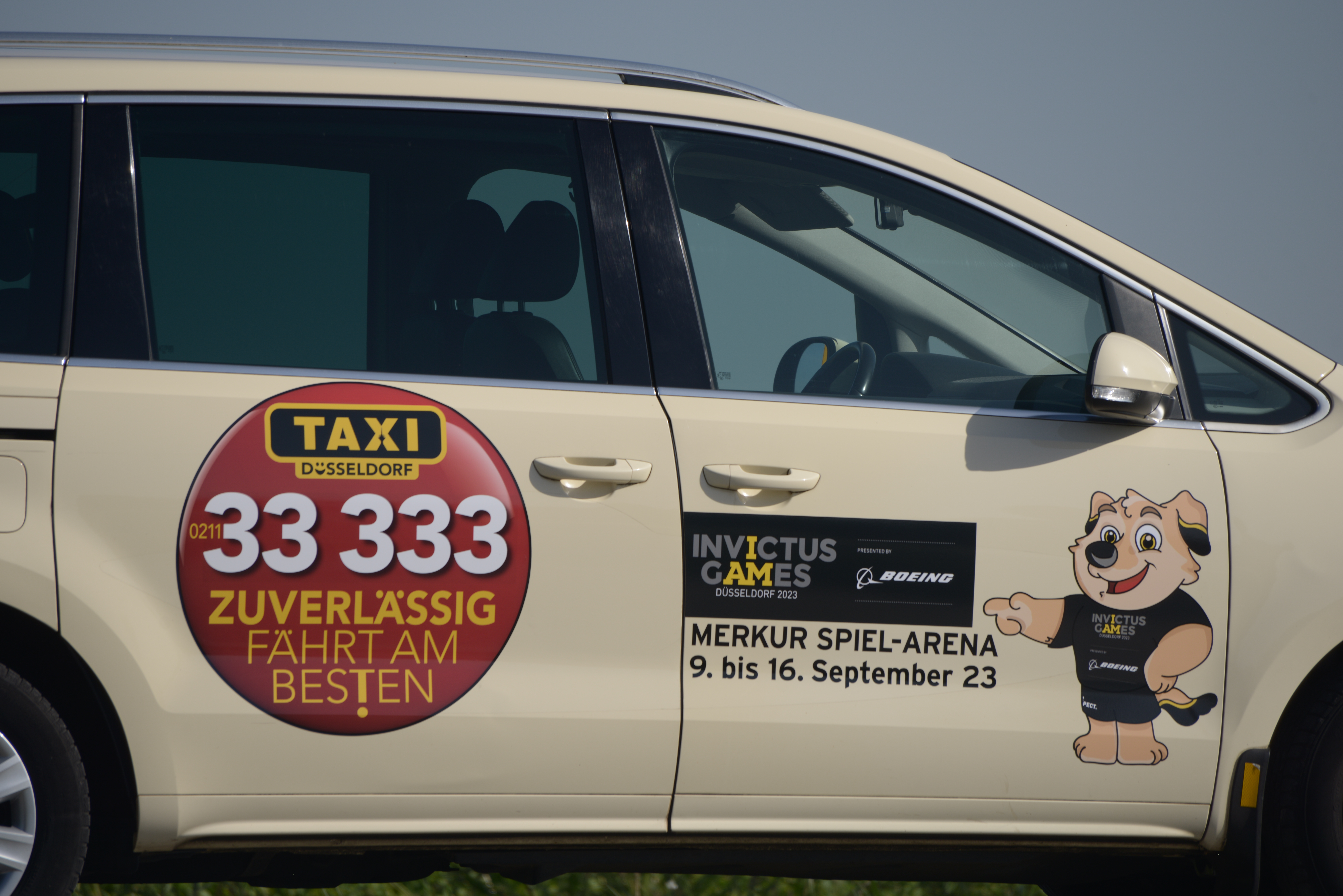
Advertising support for the Invictus Games 2023 with taxi-cabs in Düsseldorf

### Комментарии
1. ↑  Команда украинских инвалидов войны участвовала в соревнованиях по личному разрешению президента Зеленского'"`UNIQ--ref-00000006-QINU`"'.